# Laba Magyarország Oktatási Kft.
A Laba Magyarország Oktatási Kft. (röviden Laba) egy Magyarországon működő felnőttképzési tevékenységet folytató nemzetközi üzleti iskola, a Laba Group tagja, mely 2015-ben Ukrajnából indult és 2020-ban lépett be a magyar piacra.
A vállalat 2020.10.13-ától Laba Magyarország néven működik és online kurzusokat szervez különböző kategóriákban (üzlet és menedzsment, marketing és PR, üzleti szoftverek, HR, sales és kereskedelem, pénzügy). A cég székhelye Esztergomban, központi irodája Budapesten található.

## Története
2015-ben Jevhen Feldman és Andrej Gajdut megalapította a Laba projektet Ukrajnában, rövid offline előadásokat kínálva HR, menedzsment és marketing témakörökben.
2020-ban a vállalat létrehozta első online iskoláját az Egyesült Államokban, és Magyarországon is elindult a Laba projekt. Az online üzleti oktatással foglalkozó cég üzlet és menedzsment, marketing és PR, HR, szoftverek, értékesítés és pénzügy területeken tart képzéseket hazai szakemberek közreműködésével.
2021-ben a Laba projekt elindult Lengyelországban, Törökországban, valamint Skillab márkanév alatt Romániában is.
2022-ben a SKVOT kreatív online iskola Magyarország mellett Romániában, Lengyelországban és Csehországban is elindult. Az iskola 100%-ban online kurzusokat kínál a hazai kreatív szcéna szakembereivel dizájn, digitális marketing, reklám és más, a kreatív iparhoz kapcsolódó témakörökben.
2022-ben a Laba belépett a cseh piacra, és irodákat nyitott Romániában, Törökországban és Los Angelesben.
2023-ban a robot_dreams elindult Magyarországon, Törökországban, Romániában és Csehországban. Az r_d egy online iskola a programozás, analitika és data science területén, amely IT-szakembereknek segít fejlődni és új készségeket elsajátítani. Az oktatók magyar, az IT világában dolgozó szakemberek. Ugyanebben az évben a Laba az Egyesült Királyságban és Németországban is megnyitotta kapuit, valamint a vállalat bemutatta új projektjét Laba Global néven.

### Tanúsítványok
A Laba üzleti iskola az alábbi nemzetközi szakmai szervezetek által akkreditált:
- HR Certification Institute (HRCI)
- Institute (PMI)
- International Institute of Business Analysis (IIBA)
- Continuing Professional Development (CPD)

A Laba a PMI hivatalos képzési partnere, így egyes Laba-képzések a PMI által felülvizsgáltak és jóváhagyottak PDU-k szerzése céljából.

## Jelölések és díjak
2020-ban a SKVOT Red Dot Design díjat nyert Brand Design and Identity kategóriában.

## A kurzusok témái
2015-től 2023-ig a Laba Group összesen 470 tanfolyamot és 1406 streamet indított, 18 000 képzési órát tartott, és több mint 100 000 hallgató végezte el a kurzusaikat.
A Laba főbb képzési területei:
- üzlet és menedzsment
- marketing és PR
- szoftverek (Excel, Power BI, Canva stb.)
- HR
- értékesítés
- pénzügy

## A csapat
A vállalat globális szinten 2023-ban összesen több mint 600 alkalmazottat foglalkoztat. Ebből Magyarországon több mint 60 munkatárs van. Egy-egy kurzuson több mint 20 Laba-munkatárs dolgozik, többek között kurzusproducerek, tartalomgyártók, a kreatív csapat, marketingesek és az értékesítési csapat.

## Alumni
A Laba online képzéseivel támogatják a munkavállalóik szakmai fejlődését olyan piacvezető vállalatok is, mint a Pepsi, a Burger King, a Coca-Cola, a Deloitte, az EPAM Systems, a Google, a Mercedes-Benz, a Renault, a Shell, a Terrasoft, a Vodafone, a Nestlé, az Avon, a Magyar Telekom, a Generali és még sokan mások.

## Előadók
- Néhány oktató, aki kurzusokat tart a magyar Labánál
- Tild Attila, PMP®, Senior Project Manager, BT
- Kárpáti Dia, a Bortársaság HR-igazgatója
- Heltai Lajos, a Pick Szeged Zrt. termelési igazgatója
- Karczub-Lehoczky Fanni, a MediaMarkt marketingvezetője
- Bálint Gergely, a Nestlé Magyarország kereskedelmi igazgatója
- Blaumann Debóra, az Erste Bank Hungary marketing- és PR-igazgatója
- Laki Nándor, Head of International Controlling, Deutsche Telekom
- Segesváry András, a Nespresso B2B & B2B2C kereskedelmi vezetője
- Ozoli Gábor, a MOL Group vezető PR-szakértője